# Марина (Козенца)
Марина (итал. Marina) је насеље у Италији у округу Козенца, региону Калабрија.
Према процени из 2011. у насељу је живело 4422 становника. Насеље се налази на надморској висини од 19 м.